# Пантелимон
Пантелимон (рум. Pantelimon) — город в Румынии в составе жудеца Илфов.

## История
В 1736 году господарь Григорий II Гика основал в этих местах монастырь, который в 1750 году получил из Греции священную реликвию: правую руку великомученика Пантелеимона, отчего и получил своё название.
В 1950 году эти земли стали пригородным районом Бухареста. С 1981 года они были переведены в подчинение Сельскохозяйственному сектору Илфов, который с 1997 года стал жудецом Илфов.
В 2005 году коммуна Пантелимон получила статус города.